# ResearchGate
ResearchGate (в переводе — «Исследовательский портал») — научно-информационная социальная сеть и средство сотрудничества учёных всех научных дисциплин. Она предоставляет такие сетевые приложения, как семантический поиск (поиск по аннотации), совместное использование файлов, обмен базой публикаций, форумы, методологические дискуссии и так далее. Участники могут создавать свой персональный блог внутри сети. 24 мая 2011 года было объявлено, что ResearchGate достигла отметки в 1 400 000 пользователей из 192 стран мира
Одной из отличительных особенностей ResearchGate является разработанный ею механизм семантического поиска, который индексирует как внутренние ресурсы, так и главные публичные базы статей, включая PubMed, CiteSeer, arXiv, Библиотеку NASA. Этот поисковый механизм разрабатывался специально для анализа аннотаций статей целиком (а не только ключевых слов), что, по идее, должно повысить точность результатов.
Аналогичный механизм поиска семантического соответствия используется для предложения новых социальных связей участникам сети. Проанализировав информацию, указанную пользователем в его профайле, сайт предлагает близкие интересам пользователя группы, других участников и литературу. В целом, создано более 1 100 групп.
Группы могут быть как открытыми, так и закрытыми. Любой пользователь всегда может создать новую группу. Группа предлагает инструменты поддержки сотрудничества, такие как средства обмена файлами.
Также есть инструменты для планирования встреч и организации опросов. Несколько научных организаций и конференций используют ResearchGate как основной способ общения с участниками. Сайт также предлагает возможность создания приватных подгрупп для больших организаций, открытых только для участников из соответствующего института.
Сайт также содержит доску объявлений со списком международных вакансий для учёных. Список может быть отсортирован по ключевым словам, должности, областям и странам. В 2009 году ResearchGate дал возможность загружать недавно опубликованные статьи с соблюдением авторских прав. Эти статьи автоматически индексируются поисковым механизмом сайта. Пользователи могут читать и скачивать статьи бесплатно.

## ResearchBlog
ResearchBlog — официальный блог. Он был открыт в ноябре 2009 года.
Участники сети могут отправлять записи из своих личных ResearchGate-блогов для включения в общий, официальный блог. Наиболее качественные записи отбираются и публикуются. Таким образом, ResearchBlog, состоящий из отобранных записей пользователей, является уважаемым источником новостей, комментариев, исследований и инноваций из всех областей научной деятельности.
В дополнение к написанию статей для своих персональных блогов, все участники сети могут использовать новый шаблон микростатьи для краткого изложения опубликованной и отрецезированной статьи или для презентации последних находок или важных концептов. «Микро» в названии шаблона связано с тем, что запись должна быть не длиннее 306 символов,
так же как в микроблогах. Эти микросообщения могут быть опубликованы как в личном блоге пользователя, так и отправлены в общий ResearchBLOG. Цель этого нововведения — ускорить распространение итогов исследований в научном сообществе. В свете этого, каждое сообщение должно содержать ссылку либо на статью в базе ResearchGate, либо внешнюю ссылку, либо на статью, загруженную автором. Таким образом, пользователи смогут получить доступ к упоминаемой статье немедленно.
Следить за публикациями в блогах и микроблогах участников сети можно через ленту новостей или через RSS.

## Компания
8 сентября 2010 года ResearchGate объявила о завершении финансирования Серии А. Этот цикл проходил под руководством Benchmark Capital из Кремниевой Долины, которая также инвестировала в Twitter и eBay. В финансировании участвовали отделение Accel Partners в Кремниевой Долине (финансировавшее Facebook), некоторые известные инвесторы-меценаты из Великобритании (включая бывшего партнёра Accel Саймона Левена), основатель Bebo Майкл Бирч, генеральный партнёр Wellington Venture Capital Рольф Кристоф Динст. А также основатель Scout24 Иоахим Шосс, сооснователь idealo.com Мартин Синнер, сооснователь Sedo.com Ульрих Эссман и основатель MyVideo.de Кристиан Вольман.
Бывший исполнительный директор Facebook и нынешний генеральный партнёр Benchmark Capital Мат Колер вместе с Саймоном Левеном и Иоахимом Шоссом вступили в совет директоров ResearchGate.

## Другие научные социальные сети
- Academia.edu
- Epernicus
- Mendeley
- Scispace.net